# 詹姆士·奧立佛·華根
占士·奧立佛·禾根（英語：James Oliver Vaughan，1988年7月14日—），是一名已退役的英格蘭足球運動員，司職前鋒。他曾代表不同年歲級別的英格蘭青少年代表隊上陣國際賽，另其祖父母為牙買加人仍可選擇代表牙買加國家足球隊，是歷來英超最年輕的入球球員。

## 生平

### 球會

#### 愛華頓
占士·禾根於年僅6歲已加盟愛華頓，在1998/99年球季代表青年隊上陣29場射入多達103球。於2005年4月10日，占士·禾根在對水晶宮的英超比賽中後備上陣，以16歲271天成為球會最年輕的一線隊球員，僅以11天打破前輩祖·萊爾（Joe Royle）自1966年創立的紀錄，直到2008/09年球季開鑼日才被更年輕的荷西·巴斯達打破。在比賽的84分鐘，他的射門最終成了入球，打破了朗尼的紀錄，成為愛華頓有史以來最年輕的入球球員。此外，他也超越了當時效力列斯聯的詹姆斯·米尔纳所保持的紀錄，成為英超最年輕的入球球員，該紀錄為16歲357天。
2005年夏季禾根與愛華頓簽署首份為期兩年的職業球員合約。但他在代表英格蘭U18上陣時觸傷膝蓋韌帶，一直養傷到2006年尾才能復出，在半季內射入4球，季末與愛華頓續約到2011年。但連串的傷患使禾根未能躋身一隊的常規正選，於2008年12月更需為右膝舊患動手術，只能斷斷續續以後備身份上陣。
2009年9月18日禾根獲外借到英冠球會打比郡3個月，但僅上陣兩場後即因軟骨受傷提前結束借用，返回愛華頓動手術治理傷患。傷愈後禾根留隊待命，雖然主要以後補身份登場，仍分別在聯賽及足總盃各取得1個入球。2010年3月11日再被外借到英冠球會莱斯特城1個月，取代因傷缺陣的马特·费耶特，期間5場後補上陣，並獲續借至球季結束。
禾根在新球季仍然沒法在愛華頓取得上陣機會，於2010年9月8日再被外借到英冠球會水晶宮3個月，期間上陣14場及射入5球，包括對樸茨茅夫演出帽子戲法，亦在對打比郡被球證出示紅牌。
2010年年底有傳卡迪夫城有意羅致禾根取代季後約滿的。其後些路迪希望借用禾根，但由於他在2011年1月16日的默西賽德郡打吡後補上陣16分鐘，基於國際足協規定每名球員每季只可替最多兩支球隊上陣，些路迪被迫放棄。1月26日禾根再被外借返回水晶宮直到球季結束。

#### 諾域治
2011年5月27日新升英超的诺里奇城宣佈以沒有透露的轉會費羅致禾根，簽約三年。

#### 哈特斯菲爾德（借用）
2012年8月24日, 英冠球會哈德斯菲尔德從英超诺里奇城借用禾根一個球季。禾根於球季上陣37場聯賽並有14個入球。

#### 哈特斯菲爾德（正式）
2013年7月3日，哈德斯菲尔德正式從英超诺里奇城購入禾根，轉會費金頟沒有透露，並與禾根簽署三年合約效力至2016年夏季。

### 國家隊
禾根曾代表英格蘭U17、英格蘭U19及英格蘭U21上陣。

## 外部連結
- 足球数据库：詹姆斯·沃根的球员统计数据
- 詹姆斯·沃根官方網站[永久]
- 詹姆斯·沃根官方球迷網站
- 愛華頓官網簡介
- An England prospect?